# 우랄 연방관구
우랄 연방관구(러시아어: Ура́льский федера́льный о́круг 우랄스키 페데랄니 오크루크[*])는 러시아를 구성하는 8개 연방관구 가운데 하나이다. 프리볼시스키 연방관구,북서 연방관구, 시베리아 연방관구를 접한다. 아시아 러시아의 서부를 관할하며 본부는 스베르들롭스크주의 예카테린부르크에 있다. 인구는 12,080,526명(2010년 기준)이다.

## 행정 구역
| Urals Federal District | Urals Federal District | Urals Federal District | Urals Federal District |
| #                      | 기                     | 연방주체               | 수도                   |
| ---------------------- | ---------------------- | ---------------------- | ---------------------- |
| 1                      |                        | 쿠르간주               | 쿠르간                 |
| 2                      |                        | 스베르들롭스크주       | 예카테린부르크         |
| 3                      |                        | 튜멘주                 | 튜멘                   |
| 4                      |                        | 한티만시 자치구        | 한티만시스크           |
| 5                      |                        | 첼랴빈스크주           | 첼랴빈스크             |
| 6                      |                        | 야말로네네츠 자치구    | 살레하르트             |